# 輔仁大學附設醫院

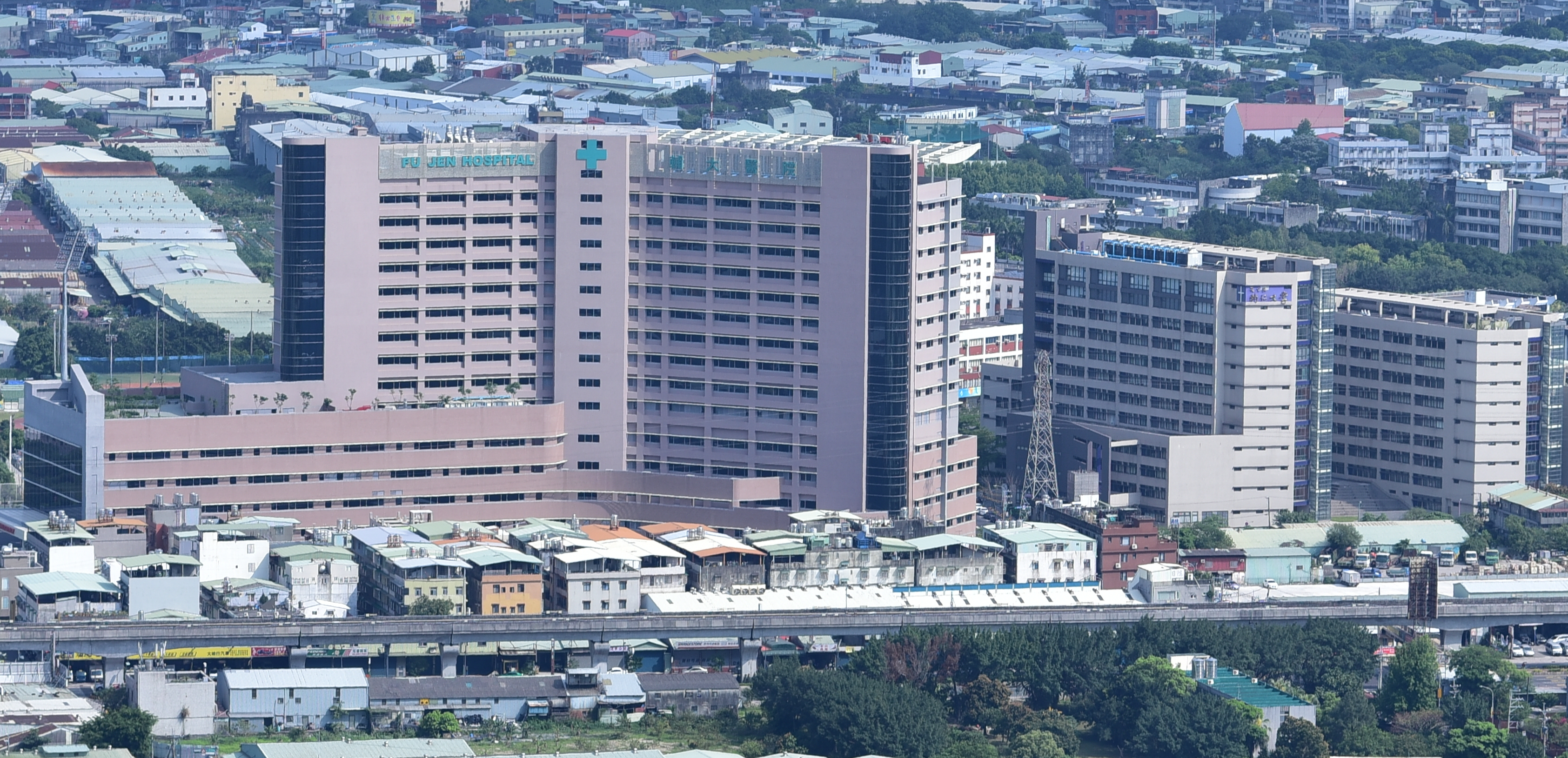
輔仁大學附設醫院（左）、輔仁大學醫學院（右）

天主教輔仁大學附設醫院（簡稱輔大醫院）是位於臺灣新北市泰山區的醫院，為輔仁大學醫學院的主要教學醫院。2017年9月29日啟用，分等最初為地區醫院，2023年升格為區域醫院，2024年升級為重度級急救責任醫院。
院址地處泰山、新莊兩區之交界，與輔仁大學主校區僅一街之遙，並鄰近桃園機場捷運規劃中的A5a站。主要服務範圍為新莊、五股、泰山等3個新北市行政區。
輔大醫院以美國梅約診所為發展目標。由於設計模組化病房應對2019冠狀病毒病疫情，輔大醫院獲英國媒體Healthcare評為「世界十大未來醫院」之一。

## 歷史沿革
- 2011年12月：輔大醫院第一次動土典禮，出席者包括輔仁大學榮譽董事長單國璽樞機、聖座教育部部長高澤農（英语：Zenon Grocholewski）樞機、中華民國駐教廷大使王豫元等[4]。但當時未能順利開工。
- 2012年3月30日：新北市政府核定實施都市計畫「擬定泰山都市計畫（輔大醫療專用區）細部計畫」[5]。6月28日：舉辦第二次動土典禮[6]。
- 2016年3月9日：舉行上樑典禮[7]。

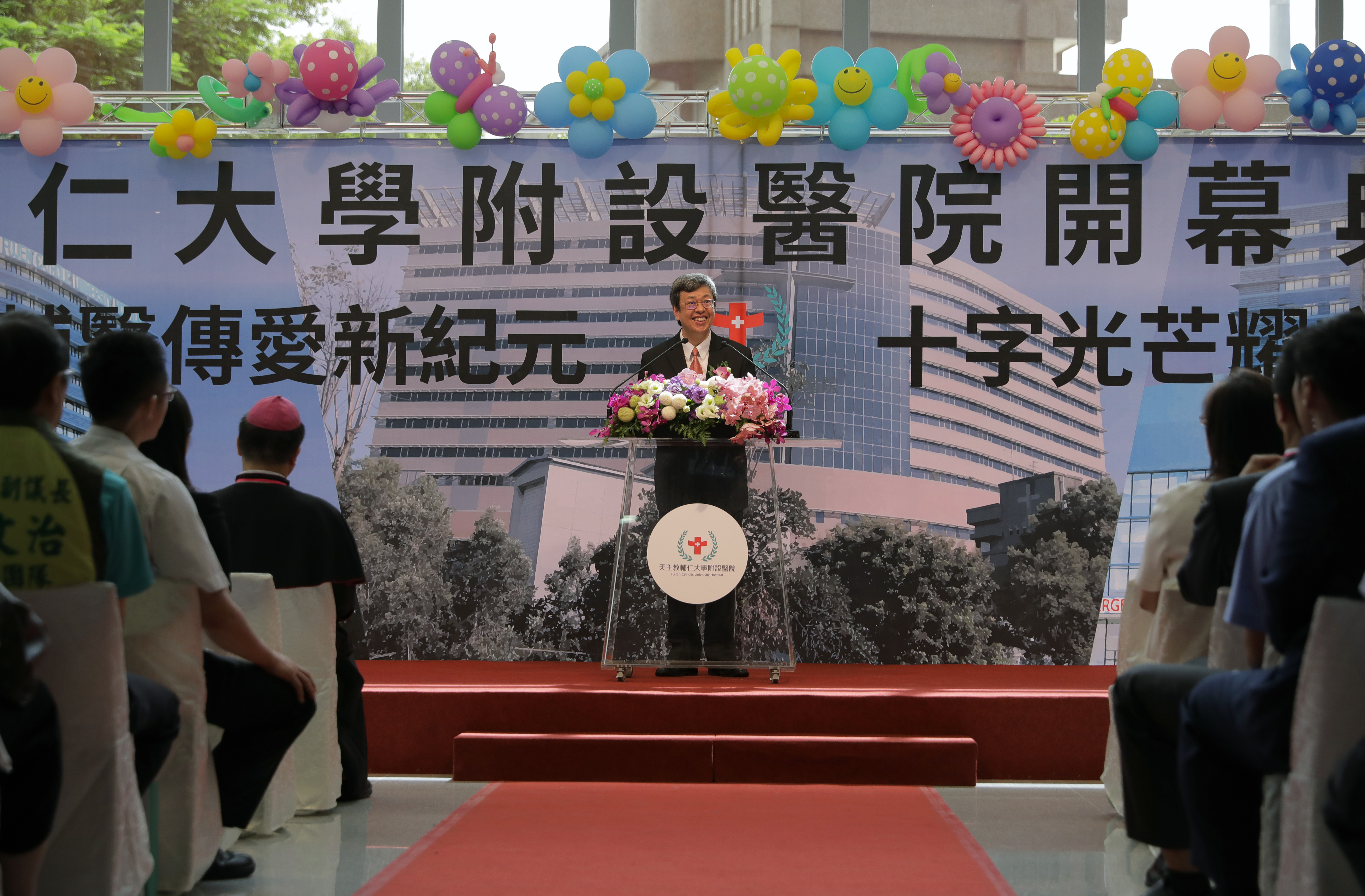
輔仁大學附設醫院開幕典禮，陳建仁副總統致詞

- 2017年9月29日：輔大醫院正式開業[8]，時任中華民國副總統陳建仁[9]蒞臨現場致詞。
- 2018年6月7日：輔大醫院取得黃金級綠建築標章。
- 2021年9月29日：連接輔大醫院與輔大國璽樓（醫學院新大樓）、跨越貴子路的人行天橋開工[10]。
- 2023年1月：升級為區域醫院，並著手規劃第二院區[11]。
- 2023年10月11日：與輔大國璽樓間人行天橋竣工，於隔年1月15日舉行橋名「光中行走」銘牌揭牌典禮、3月1日正式啟用。12月28日：輔大醫院任顯群醫學教育講堂揭牌，以「臺灣統一發票之父」任顯群之名命名[12]。
- 2025年4月2日：兒少保護中心新辦公室正式啟用[13]。

## 歷任院長
1. 王水深：2016年8月—2023年7月31日（國立臺灣大學醫學院名譽教授，心臟外科醫師）
2. 黃瑞仁：2023年8月1日—現任（曾任臺大醫院雲林分院院長、副院長，心臟外科醫師）

## 建築概要

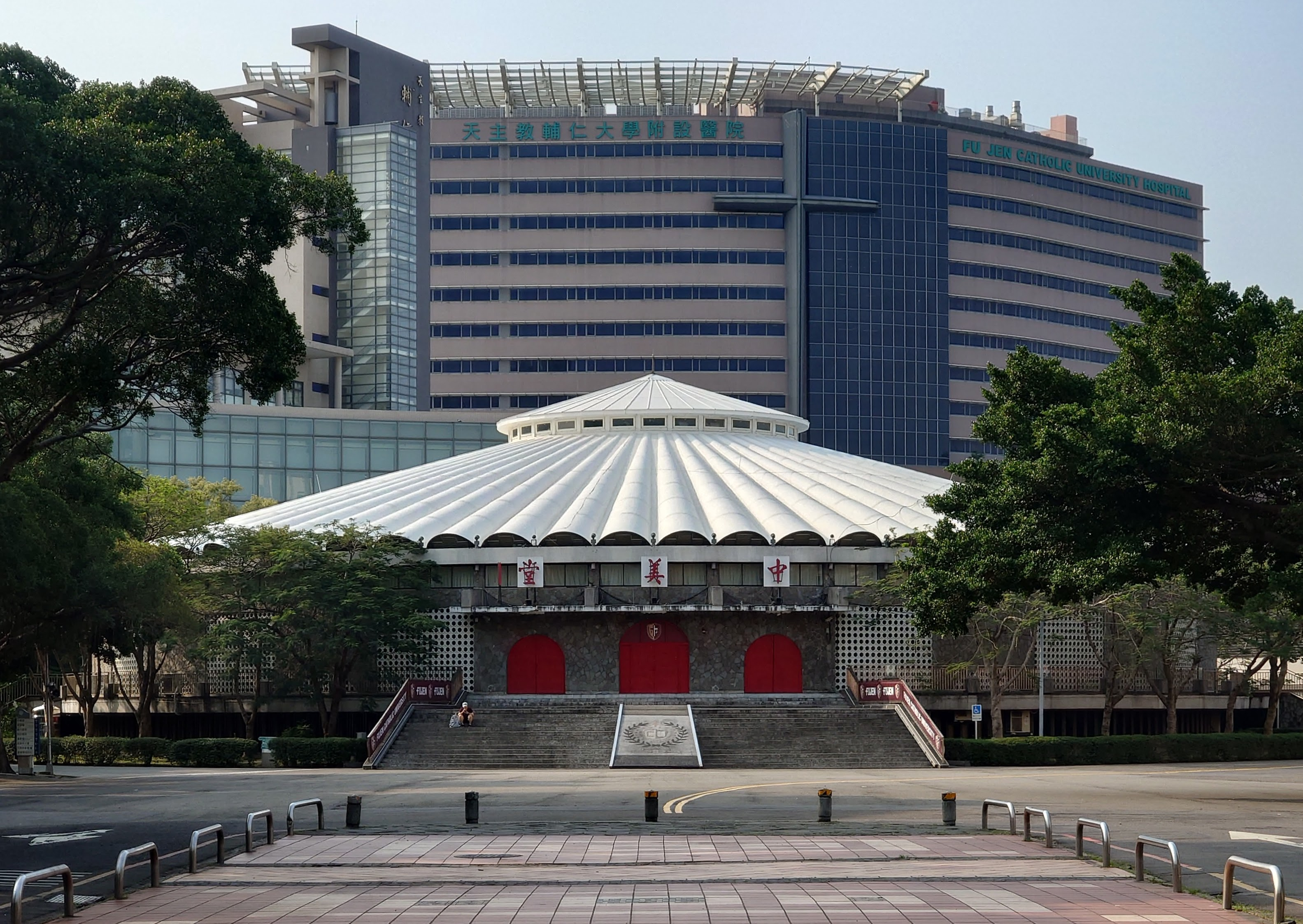
輔仁大學中美堂與後方醫學院、附設醫院

輔大醫院由臺中施優生建築師事務所與美國HKS股份有限公司共同設計，三星營造公司施工。建築整體的外觀設計蘊含天主教會的宗教意象。弧狀的醫院建築呈現聖經記載的方舟形象，正面外牆上則有全台灣最大的十字架（長39.8公尺，橫20.2公尺）。

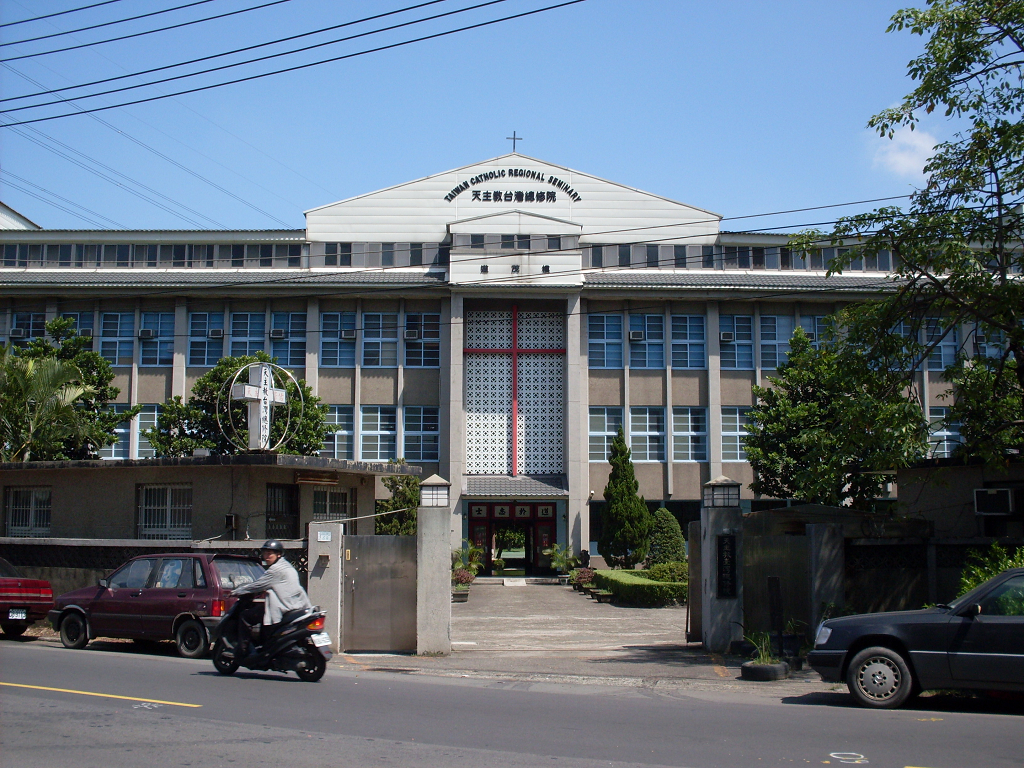
天主教臺灣總修院舊址

建築基地為天主教臺灣總修院舊址，總面積約17,691平方公尺；醫院有地上15層、地下4層，共19層，總樓地板面積111,123.86平方公尺，為輔仁大學校區最高建築，同時取代中美堂（綜合體育館）成為輔大校園中軸線的終點。
院內一樓設置住出院中心、急診、兒童急診、門診藥局與急診藥局，還有沐恩堂、公益人文空間及一粒麥（輔大產學合作技術成果展售商店）輔醫門市，地下一樓為營養部、美食街及用餐空間，地下二樓為牙科及健檢中心。二、三樓為門診醫師看診區，羅四維神父社會工作室、院牧部位於四樓，五樓為加護病房，任顯群醫學教育講堂位於六樓。七樓以上則規劃為住院病房層，病床總數約660床，包括衛生福利部核定的急性一般病床341床、特殊病床約85床。

## 組織架構
- 院長
  - 副院長（數名）

### 醫療單位

#### 內科部
- 一般內科
- 心臟內科
- 腎臟內科
- 胃腸肝膽內科
- 新陳代謝科
- 胸腔內科
- 血液腫瘤科
- 風濕免疫科
- 感染科

#### 外科部
- 一般外科
- 神經外科
- 心臟血管外科
- 大腸直腸外科
- 胸腔外科
- 乳房外科
- 整形外科
- 小兒外科
- 外傷科

#### 獨立部科
- 婦產科
- 兒科
- 骨科（暨運動醫學中心）
- 泌尿科
- 眼科
- 耳鼻喉科
- 皮膚科
- 精神科
- 神經科
- 復健科
- 家庭醫學科（包含戒菸、疫苗諮詢）
- 疼痛/麻醉科
- 牙科（含兒童牙科）
- 口腔顎面科
- 職業醫學科
- 放射腫瘤科
- 核子醫學科
- 類流感門診
- 聖路加美容醫學、健康管理
- 智慧科學體重管理（減重門診）

#### 其他部科
- 急診重症醫學部
- 護理部
- 藥劑部
- 影像醫學科
- 病理科
- 檢驗醫學科
- 營養部（供餐暨營養諮詢）
- 教學部
  - 師資培育組
  - 臨床技能組
  - 圖資教材組
  - 教育訓練組
- 研究部
  - 行政管理組
  - 臨床暨基礎實驗組
  - 生物資料組
- 醫療品質部
  - 醫品病安組
  - 評鑑認證組
- 感染控制部

#### 未來規劃新增
- 中醫科（部）

### 行政單位
- 院長室
- 副院長室
- 院牧部
- 人文關懷處
- 羅四維神父社會工作室
  - 臨床服務組
  - 醫病關係組
  - 志工服務組
- 經營管理處
  - 企劃室
  - 績效管理室
- 創新發展室（CFI）
- 公共事務室
- 秘書室
  - 秘書組
  - 行政組
- 法務室
- 總務室
  - 事務組
  - 採購組
  - 資材組
  - 工務組
  - 出納組
- 稽核室
- 醫療事務室
  - 病歷組
  - 保險組
  - 業務組
- 資訊室
  - 開發組
  - 系統組
  - 維運組
- 人力資源室
  - 人事行政組
  - 人力發展組
- 會計室
  - 會計組
  - 成本組
- 職業安全衛生室
- 募款室

### 特色醫療中心
- 勇源婦女健康中心：輔大傑出校友、勇源輔大乳癌基金會創辦人陳致遠於2017年10月捐贈成立輔大醫院「勇源婦女健康中心」，以推動乳癌防治、女性健康[15]。並邀請傑出校友、舉重國手郭婞淳擔任該中心健康大使。
- 兒童發展評估中心：輔大企業管理系校友林繁男與女兒林志玲長期關注遲緩兒的醫療與教育需求，於2018年7月由志玲姊姊慈善基金會捐款、協助輔大醫院建置兒童發展評估療育中心（簡稱早療中心），提供整合性的療育及評估服務，並減輕發展遲緩兒童的家庭負擔及社會成本[16]。
- 兒少保護暨家暴性侵防治中心：2020年6月設置，以守護社區兒少家庭健康為宗旨，提供24小時（兒童友善）兒科急診，並定期舉辦專業人員教育訓練及社區關懷親職教育講座。2023年12月，該中心團隊獲得SNQ國家品質標章。
- 台灣精準醫療中心：2020年12月，輔大醫院台灣精準醫療計畫執行中心（簡稱精準醫療中心）設置完成，與全國各大醫院共同參與中央研究院的台灣精準醫療計畫。
- 癌症防治中心：提供癌症疾病預防、診斷、治療、復健、追蹤與安寧緩和照護之無縫式完整全人服務，且持續促進癌症相關醫療品質之提升。
- 睡眠醫學中心：提供全方位的睡眠障礙整合治療。
- 輔醫永續推展中心

## 研究
輔大醫院積極推動AI技術在精準醫療中的應用，並與天主教健康照護聯盟共同舉辦「AI精準醫療新創科技研討會」。醫院展示了多項創新成果，包括：
- AI心肺篩檢平台
- 3D化醫療影像技術

這些技術已應用於癌症早期診斷及治療，顯示出巨大的臨床潛力。

### 癌症研究
輔大醫院乳房外科專注於免疫療法的發展，例如「記憶T細胞免疫治療」。此技術能有效殺死腫瘤，並具有專一性與記憶功能。目前該方法正進行二期臨床試驗，並在肝癌、肺癌及三陰性乳癌等領域展現顯著效果。

### 跨領域合作
輔大醫院研究部整合校內資源，促進基礎研究與臨床應用的雙向發展。研究方向涵蓋多個領域（如理工、民生、管理等），並積極爭取科技部、衛福部及國衛院等機構的合作計畫案，以提升研究量能。

## 設施
輔大醫院配備完善的數位化教學平台，包含：

### 臨床技術中心
- 設有兩座臨床技術中心，提供模擬訓練環境，加強學生的實際操作能力。[19]

### 多功能教室
- 200人講堂 [19]
- 20人小型教室
- 45間討論室/會議室

這些空間用於課程授課及案例研討。輔大醫院透過整合資源、推動創新技術及建立高效教育設施，提升了臨床教學質量，也在精準醫療與癌症研究領域取得重要突破。

## 新聞事件
- 2019年1月初，一名蕭姓女患者因經期不順至輔大醫院婦產科看診，鄭姓醫師看診結束後，病人拿到繳款單，發現自費維生素D一瓶要價2000元，認為不合理。對此，輔大醫院回應：有時病人較多，醫師忙碌，可能沒溝通好，有疏漏之處[20]。

- 2020年5月初，時任該院家庭醫學科醫師的許書華因在一支政府防疫廣告中宣導防疫須知，受到媒體矚目[21][22]及批踢踢（表特版和八卦版）發文討論，被封為「防疫女神」。

- 2025年5月26日，媒體報導該院一名周姓呼吸治療師，在2024年10月底利用上夜班獨自值班時間，使用公務電腦 盜用多名同事的帳號密碼登入系統，為自己競選工會代表的投票案灌票，又傳訊息辱罵、恐嚇學弟。周男將兩部公務電腦植入NGROK（轉發伺服器），因此能從遠端駭入醫院資料庫，包含林志玲一家在內至少萬名病患、員工的個人資料有外洩之虞。[23]院方在事後，未對當事人進行懲處[24][25][26]。
對此，同日中午，輔大醫院行政副院長龔家騏醫師出面回應「本院在去年11月27日第一時間知道此事時，院長即親自打電話到新北市調查局告發，同時啟動院內調查程序，完全配合司法程序。……本院內部的資安調查盤點結果跟司法調查的結果，並沒有任何病人個資外洩的情況。」請社會大眾放心：「未來會強化資安，避免類似情形出現。」周姓員工現已調離原職，後續依司法調查結果處置。衛福部醫事司也要求新北市衛生局介入調查[27][28][29]。

## 接駁車
輔大醫院接駁車行經新北市新莊區、泰山區。免費搭乘，週日停駛。

### 路線
| 北新莊線           | 南新莊線     | 輔大捷運線 | 泰山線         |
| ------------------ | ------------ | ---------- | -------------- |
| 輔大醫院           | 輔大醫院     | 輔大醫院   | 輔大醫院       |
| 中平國中           | 明志科技大學 | 捷運輔大站 | 泰山巖         |
| 新莊高中（幸福路） | 富國路口     | 輔大醫院   | 明志里         |
| 佳瑪百貨           | 福營國中     |            | 泰山高中       |
| 正邦社區           | 捷運丹鳳站   |            | 泰山分駐所     |
| 財元廣場           | 捷運貴和站   |            | 泰山戶政事務所 |
| 新莊地政事務所     | 輔大醫院     |            | 輔大醫院       |
| 輔大醫院           |              |            |                |

## 影劇取景
- 《村裡來了個暴走女外科》[30]
- 《BIG》

## 外部連結
- 官方网站
- 輔仁大學附設醫院的Facebook專頁
- YouTube上的輔仁大學附設醫院頻道
- 真理電台天主教：華人世界唯一天主教大學醫院「輔大醫院」落成 （页面存档备份，存于）
- 輔仁大學為輔大醫院系統奠基　導入虛擬化技術和雲端服務